# Nanaka - Ma quanti anni hai?
Nanaka - Ma quanti anni hai? (ななか6/17?, Nanaka jūnana-bun no roku, lett. "Nanaka 6/17") è un manga scritto e disegnato da Ken Yagami, pubblicato sulla rivista Weekly Shōnen Champion di Akita Shoten dall'aprile 2001 fino al settembre 2003.
Dal manga nel 2003 è stato tratto l'anime omonimo in 13 episodi, prodotto da J.C.Staff e trasmesso dal network giapponese TV Tokyo. In Italia la serie è stata distribuita da Mediafilm su DVD per il mercato home video nel 2005.
Magical Domiko (まじかるドミ子?, majikaru domiko) è l'anime immaginario che Nanaka adora e che fa da filo conduttore di tutta la storia.
La protagonista dell'anime è la piccola Yushiko, una bambina di terza elementare, che tramite la "Magica Domikal", una sorta di bacchetta magica, si può trasformare in Domiko, un'adolescente che tramite la magia aiuta le persone in difficoltà. Domiko è affiancata dalla mascotte Pikotto ed ha come antagonista Kemiko, la figlia del sovrano del mondo della magia.
L'anime immaginario ha la struttura di un classico mahō shōjo, ispirato apertamente a Evelyn e la magia di un sogno d'amore, e anche la "piccola" Nanaka si convince di essere cresciuta e di ritrovarsi nel corpo di una diciassettenne nonostante abbia solamente sei anni a causa di una magia simile a quella di Domiko, scomparendo per sempre dopo la trasmissione dell'ultima puntata dell'anime.

## Trama
(Nanaka Kirisato, ultimo episodio)
Nanaka e Nenji sono grandi amici d'infanzia soprattutto dalla morte della madre della bambina, quando Nenji aveva aiutato Nanaka a superare l'immenso dolore promettendole che le sarebbe stato sempre vicino e che sarebbero cresciuti insieme.
Sono passati ormai molti anni da quell'evento, Nanaka ha 17 anni ed è una studentessa dell'ultimo anno del liceo. Invece di passare il tempo con gli amici, si è da sempre impegnata duramente nello studio per l'ammissione all'università: desidera crescere in fretta e lasciarsi alle spalle l'adolescenza che considera un po' una perdita di tempo. È quindi la classica "secchiona", evitata da quasi tutti i compagni di classe, tranne che da Nenji, che però non è maturato come lei ed è rimasto ancora un ragazzino irresponsabile. Ed è proprio a causa sua che avviene l'incidente: durante un litigio tra i due, nel quale Nanaka rimprovera a Nenji di essere un immaturo, la ragazza sviene, cade dalle scale e batte la testa. Al suo risveglio a causa del trauma tutti i ricordi degli ultimi undici anni sono cancellati e Nanaka si ritrova con la mente e i ricordi di una bambina di sei anni. Nenji si sente responsabile dell'accaduto e resta vicino all'amica per aiutarla in questa difficile prova ed accompagnarla nella sua nuova crescita e maturazione, senza rendersi conto che questo suo proposito lo porterà a crescere e a diventare poco a poco una persona responsabile.
In realtà però Nanaka non ha semplicemente perso la memoria, ma ha sviluppato una seconda personalità: la Nanaka di sei anni ha preso il sopravvento, relegando la Nanaka di 17 anni a fugaci apparizioni nel corso della storia. Ed è proprio Nanaka "grande" a dare una mano inaspettata a Nenji, quando durante i suoi brevi "risvegli", resasi conto di quanto stava accadendo, tenta di comunicare con la piccola Nanaka scrivendole dei messaggi con consigli per affrontare meglio la situazione. Il destino della "piccola" Nanaka è però segnato: prima o poi a scomparirà per cedere il posto alla "vera" Nanaka, lasciando un vuoto in tutti coloro che le sono stati vicini e che si sono affezionati a lei.

## Personaggi

Nanaka a 6 e 17 anni e la "Magica Domikal"

Nanaka Kirisato (雾里华七?, Kirisato Nanaka)
Nanaka è una ragazza di 17 anni che frequenta l'ultimo anno del liceo. Considera lo studiare come un mezzo per diventare grandi in fretta e rifugge le amicizie che considera una perdita di tempo. Dopo una lite con il suo grande amico Nenji, cade da una rampa di scale e batte violentemente la testa, facendo emergere un'altra personalità, la Nanaka di undici anni prima, quando lei aveva solamente sei anni. Da quel momento le due personalità si alterneranno nel corpo di Nanaka durante il corso della storia entrando anche in comunicazione tra di loro. La "piccola" Nanaka è riconoscibile principalmente dal suo intercalare (utilizza nei suoi discorsi suoni come "hayaya" o "hawawa"), dalla sua acconciatura (un codino al lato della testa) e dagli occhi più grandi.
Nenji Nagihara (凪原稔二?, Nagihara Nenji)
Nenji è un compagno di classe di Nanaka nonché il suo grande amico d'infanzia. Contrariamente all'amica, assennata forse fino all'eccesso, lui è un ragazzo scapestrato ed irresponsabile, ma dopo l'incidente occorso a Nanaka inizia un processo di maturazione. Assecondando la volontà del padre di Nanaka, Nenji mantiene il segreto con i compagni di classe su quanto sta realmente avvenendo all'amica e comincia a prendersi cura di lei nella scuola come nella vita.
Yuriko Amemiya (雨宮ゆり子?, Amemiya Yuriko)
Yuriko (nell'anime i personaggi si riferiscono a lei sempre con il cognome Amemiya), è la capoclasse di Nanaka. Come tutte le sue compagne di classe, inizialmente ha in antipatia Nanaka e i suoi atteggiamenti incostanti, prima freddi poi infantili. Quando Nenji le chiede aiuto rivelandole le reali condizioni di Nanaka, inizialmente lei prende le distanze dal problema ma in seguito, accorgendosi di essersi innamorata del ragazzo, decide di dargli una mano, nonostante che Nanaka sia in fondo una sua rivale in amore.

## Doppiaggio
Il doppiaggio italiano è stato eseguito presso lo Studio Merak Film sotto la direzione di Guido Rutta.
| Personaggio         | Doppiatore giapponese | Doppiatore italiano                           |
| ------------------- | --------------------- | --------------------------------------------- |
| Nanaka Kirisato     | Chiemi Chiba          | Emanuela Pacotto                              |
| Nenji Nagihara      | Kenichi Suzumura      | Patrizio Prata                                |
| Kuriko Aratama      | Sakura Nogawa         | Serena Clerici                                |
| Yuriko Amemiya      | Yui Horie             | Federica Valenti                              |
| Satsuki Arashiyama  | Kaori Nazuka          | Alessandra Karpoff                            |
| Jinpachi Arashiyama | Kazuyuki Shimura      | Diego Sabre                                   |
| Magical Domiko      | Asami Sanada          | Deborah Morese Cinzia Massironi (ep. 6)       |
| Pikotto             | Mika Kanai            | Giovanna Papandrea Marcella Silvestri (ep. 6) |
| Taizou Kirisato     | Takashi Matsuyama     | Roger Mantovani                               |
| Yoshida             | Nobuyuki Hiyama       | Nicola Bartolini Carrassi                     |
| Yoshiko Shishido    | Mika Kanai            |                                               |
| Marie Tsuyuki       | Rina Nakayama         |                                               |
| Chie Kazamatsuri    | Saeko Chiba           |                                               |

## Sigle
Le sigle d'apertura e chiusura sono rispettivamente Sunao na Mama cantata dal gruppo Funta e Taisetsu na negai eseguita dalla band CooRie. Nell'edizione italiana dell'anime sono state mantenute le sigle originali.

## Episodi
L'anime è stato prodotto in 12 episodi più uno speciale conclusivo, che non è mai stato trasmesso ma è presente solamente nella versione DVD.
| Nº | Titolo italiano Giapponese 「Kanji」 - Rōmaji                                         | In onda          | In onda               |
| Nº | Titolo italiano Giapponese 「Kanji」 - Rōmaji                                         | Giapponese       | Italiano (home video) |
| 1  | Nanaka Kirisato ha sei anni 「きりさとななか、６さい！」 - Kirisato Nanaka, 6 sai!    | 8 gennaio 2003   | 29 settembre 2005     |
| 2  | Nanaka pianista 「ピアニストななか」 - Pianisuto Nanaka                               | 15 gennaio 2003  | 29 settembre 2005     |
| 3  | La sorellina di Nanaka 「おねえさまななか」 - Onee-sama Nanaka                        | 22 gennaio 2003  | 29 settembre 2005     |
| 4  | Nanaka e l'amicizia in tre 「３人なかよしななか」 - 3-nin nakayoshi Nanaka            | 29 gennaio 2003  | 29 settembre 2005     |
| 5  | Appuntamento a tre 「３人デートななか」 - 3-nin dehto Nanaka                          | 12 febbraio 2003 | 29 settembre 2005     |
| 6  | Nanaka e la gita scolastica - 1ª parte 「修学旅行ななか」 - Shūga kuryokō Nanaka      | 12 febbraio 2003 | 29 settembre 2005     |
| 7  | Nanaka e la gita scolastica - 2ª parte 「旅行の続きななか」 - Ryokō no tsuduki Nanaka | 19 febbraio 2003 | 27 ottobre 2005       |
| 8  | Nanaka infermiera 「ナースなななか」 - Nasu na Nanaka                                 | 26 febbraio 2003 | 27 ottobre 2005       |
| 9  | Nanaka guastafeste 「文化祭ななか」 - Bunkasai Nanaka                                 | 5 marzo 2003     | 27 ottobre 2005       |
| 10 | Nanaka e il festival scolastico 「七華からななか」 - Shichi hana karananaka           | 12 marzo 2003    | 27 ottobre 2005       |
| 11 | Nanaka 6 e 17 「ドミかるななか」 - Domi karunanaka                                    | 19 marzo 2003    | 27 ottobre 2005       |
| 12 | Domikal Nanaka 「霧里七華17歳」 - Kirisato shichi hana 17 toshi                       | 26 marzo 2003    | 27 ottobre 2005       |
| 13 | Nanaka Kirisato 17 anni 「おじゃまなななか」 - Ojama na Nanaka                        | non trasmesso    | 27 ottobre 2005       |